# Reniochalina sectilis
Reniochalina sectilis är en svampdjursart som beskrevs av Wiedenmayer 1989. Reniochalina sectilis ingår i släktet Reniochalina och familjen Axinellidae.
Artens utbredningsområde är havet kring Australien. Inga underarter finns listade i Catalogue of Life.